# Emil Fromm
Emil Fromm (* 29. Januar 1835 in Spremberg; † 12. Dezember 1916 in Flensburg) war ein deutscher Komponist und Kirchenmusiker.

## Leben

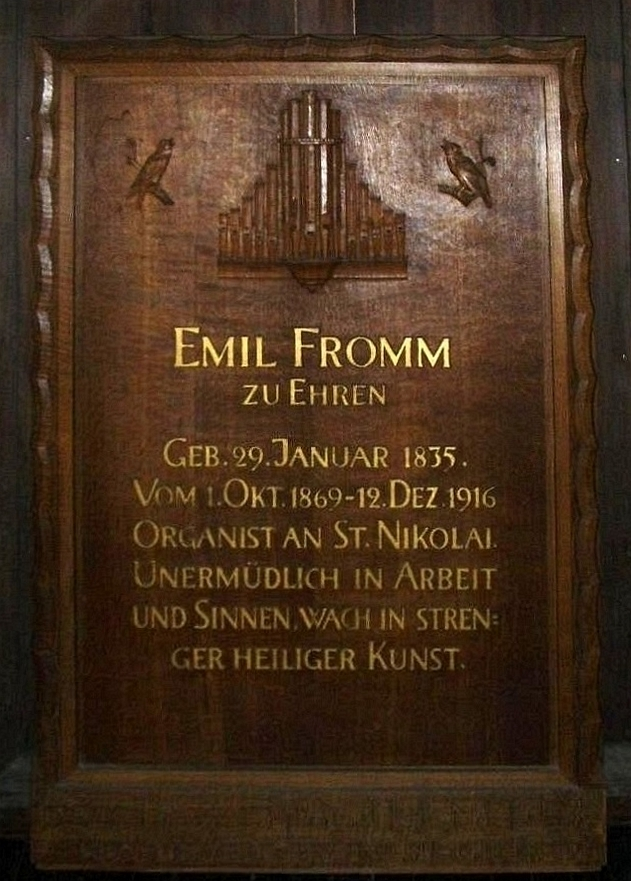
Gedenktafel für Emil Fromm in der St.-Nikolai-Kirche Flensburg

Seine musikalische Ausbildung erhielt er in Berlin von August Eduard Grell, A.W. Bach und Julius Schneider.
1859 nahm er mit nur 24 Jahren eine Stelle als Kantor in Cottbus an. Im Jahr 1866 wurde Fromm zum königlichen Musikdirektor ernannt. Am 1. Oktober 1869 wechselte er an die St.-Nikolai-Kirche nach Flensburg, wo er als Organist tätig war.
Fromm komponierte kirchliche Gesangsstücke, Passionskantaten, aber auch Orgelstücke.
1899 veröffentlichte der Verlag J. Bergas ein Buch mit dem Titel „Vierstimmiges Choralbuch zu dem neuen Schleswig-Holsteinischen Gesangbuch für Kirche, Schule und Haus“, das Fromm zusammen mit H. Stange verfasst hatte.
Von seinen Musikstücken, die gern von Männerchören gesungen wurden, wurden mehrere mit einem Preis ausgezeichnet, unter anderem „Der Helden Auferstehung“ nach einem Text von Wilhelm Müller und „Volkers Nachtgesang“ nach einem Text von Emanuel Geibel.
Bis zu seinem Tod war er unermüdlich für die St.-Nikolai-Kirche in Flensburg tätig, die ihm deshalb zum Dank eine im Kirchenraum angebrachte Gedenktafel widmete.